# Doto (género)

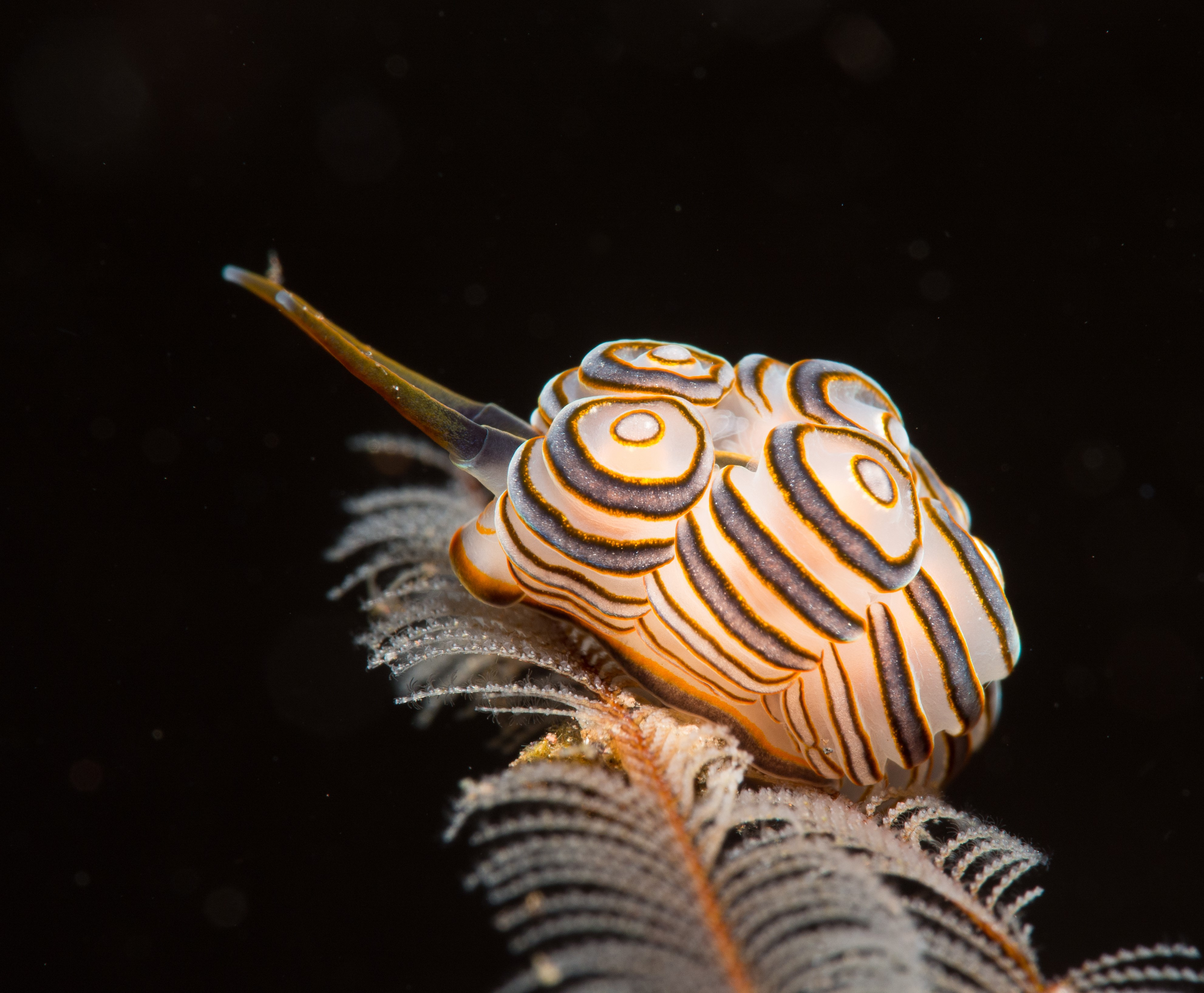
Doto greenamyeri

Doto es un género de moluscos nudibranquios de la familia Dotidae.

## Especies
El Registro Mundial de Especies Marinas acepta las siguientes especies válidas en el género:
- Doto acuta Schmekel & Kress, 1977
- Doto affinis (d'Orbigny, 1837)
- Doto africana Eliot, 1905
- Doto africoronata Shipman & Gosliner, 2015
- Doto albida Baba, 1955
- Doto alidrisi Ortea, Moro & Ocaña, 2010
- Doto amyra Er. Marcus, 1961
- Doto annuligera Bergh, 1905
- Doto antarctica Eliot, 1907
- Doto apiculata Odhner, 1936
- Doto arteoi Ortea, 1978
- Doto awapa Ortea, 2001
- Doto bella Baba, 1938
- Doto caballa Ortea, Moro & Bacallado, 2010
- Doto cabecar Ortea, 2001
- Doto canaricoronata Moro & Ortea, 2015
- Doto caramella Er. Marcus, 1957
- Doto carinova Moles, Avila & Wägele, 2016
- Doto casandra Ortea, 2013
- Doto cerasi Ortea & Moro, 1998
- Doto cervicenigra Ortea & Bouchet, 1989
- Doto chica Ev. Marcus & Er. Marcus, 1960
- Doto cindyneutes Bouchet, 1977
- Doto columbiana O'Donoghue, 1921
- Doto confluens Hesse, 1872
- Doto coronata (Gmelin, 1791)
- Doto crassicornis Sars M., 1870
- Doto cristal Ortea, 2010
- Doto curere Ortea, 2001
- Doto cuspidata Alder & Hancock, 1862
- Doto divae Ev. Marcus & Er. Marcus, 1960
- Doto duao Ortea, 2001
- Doto dunnei Lemche, 1976
- Doto eireana Lemche, 1976
- Doto ensifer Mörch, 1859
- Doto eo Ortea & Moro, 2014
- Doto escatllari Ortea, Moro & Espinosa, 1998
- Doto floridicola Simroth, 1888
- Doto fluctifraga Ortea & Perez, 1982
- Doto formosa A. E. Verrill, 1875
- Doto fragaria Ortea & Bouchet, 1989
- Doto fragilis (Forbes, 1838)
- Doto furva Garcia J. C. & Ortea, 1984
- Doto galapagoensis Ortea, 2010
- Doto greenamyeri Shipman & Gosliner, 2015
- Doto hydrallmaniae Morrow, Thorpe & Picton, 1992
- Doto hystrix Picton & Brown, 1981
- Doto indica Bergh, 1888
- Doto iugula Ortea, 2001
- Doto japonica Odhner, 1936
- Doto kekoldi Ortea, 2001
- Doto koenneckeri Lemche, 1976
- Doto kya Er. Marcus, 1961
- Doto lancei Ev. Marcus & Er. Marcus, 1967
- Doto lemchei Ortea & Urgorri, 1978
- Doto leopardina Vicente, 1967
- Doto maculata (Montagu, 1804)
- Doto millbayana Lemche, 1976
- Doto moravesa Ortea, 1997
- Doto nigromaculata Eliot, 1906
- Doto oblicua Ortea & Urgorri, 1978
- Doto obscura Eliot, 1906
- Doto onusta Hesse, 1872
- Doto orcha Yonow, 2000
- Doto ostenta Burn, 1958
- Doto paulinae Trinchese, 1881
- Doto pinnatifida (Montagu, 1804)
- Doto pita Er. Marcus, 1955
- Doto pontica Swennen, 1961
- Doto proranao Ortea, 2001
- Doto purpurea Baba, 1949
- Doto pygmaea Bergh, 1871
- Doto racemosa Risbec, 1928
- Doto rosacea Baba, 1949
- Doto rosea Trinchese, 1881
- Doto sabuli Ortea, 2001
- Doto sarsiae Morrow, Thorpe & Picton, 1992
- Doto sotilloi Ortea, Moro & Espinosa, 1998
- Doto splendidissima Pola & Gosliner, 2015
- Doto tingoi Moro & Ortea, 2015
- Doto torrelavega Ortea & Caballer, 2007
- Doto tuberculata Lemche, 1976
- Doto unguis Ortea & Rodriguez, 1989
- Doto ussi Ortea, 1982
- Doto uva Er. Marcus, 1955
- Doto varaderoensis Ortea, 2001
- Doto verdicioi Ortea & Urgorri, 1978
- Doto wildei Er. Marcus & Ev. Marcus, 1970
- Doto xangada Ortea, 2010
- Doto yongei Thompson, 1972

## Galería

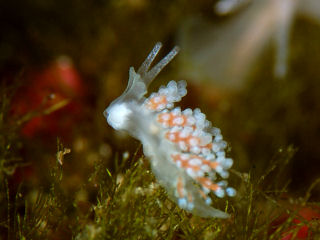
Doto albida
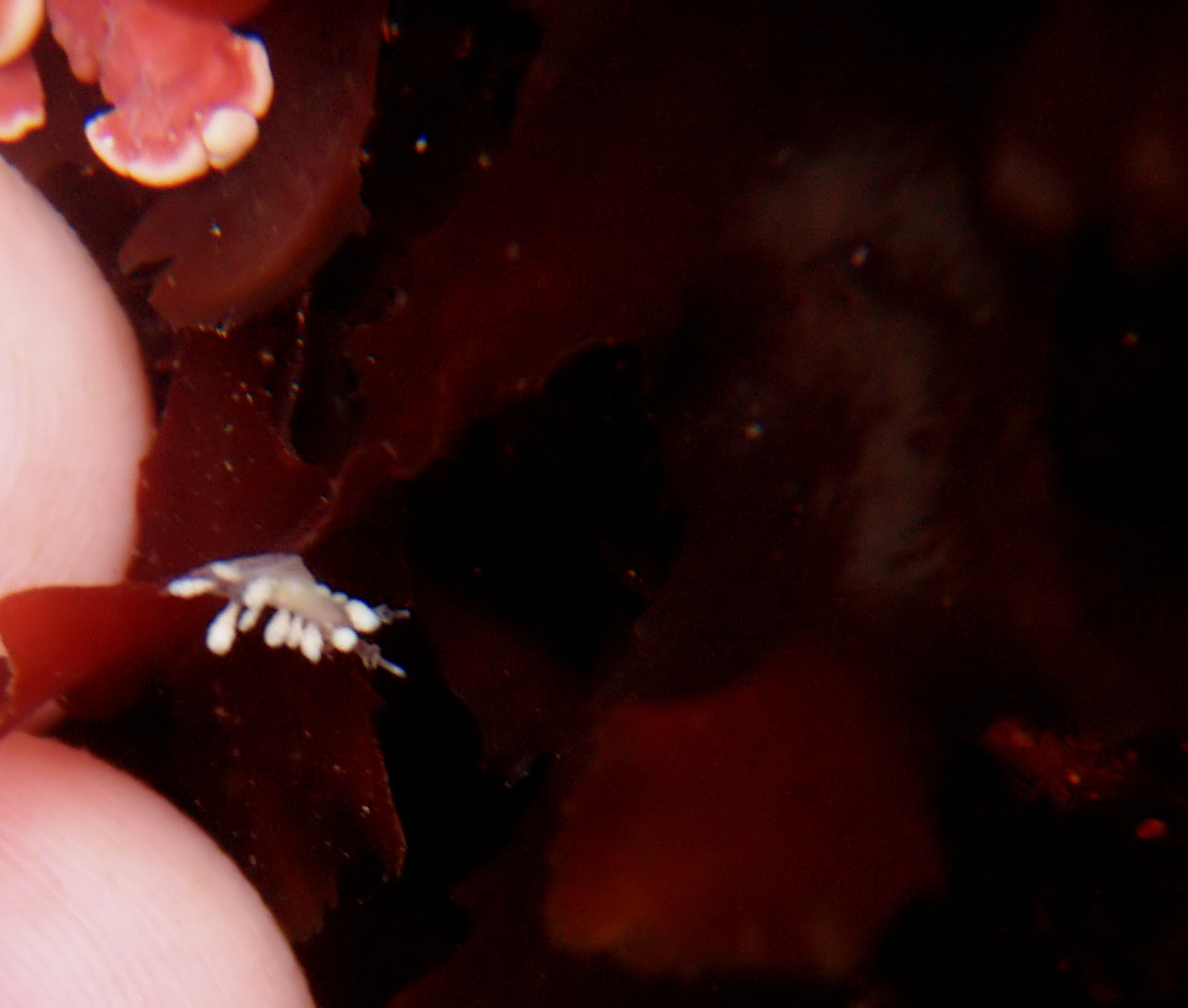
Doto amyra
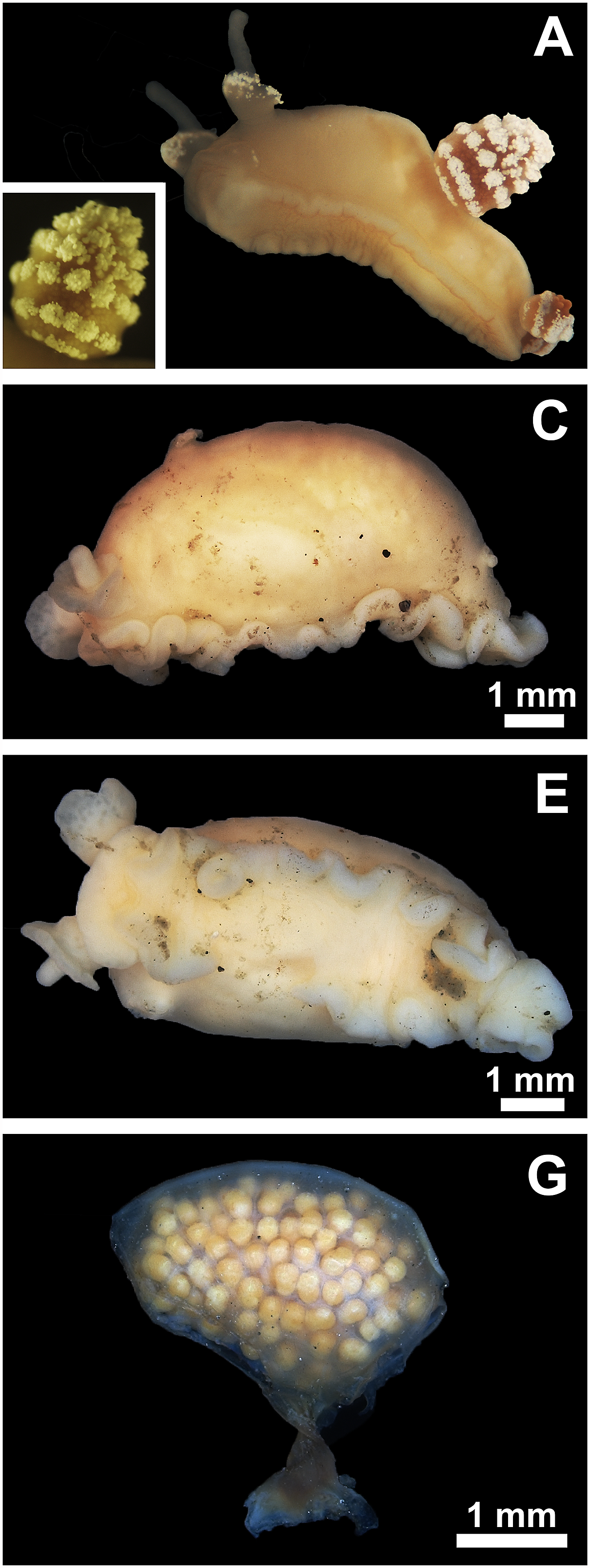
Doto antarctica
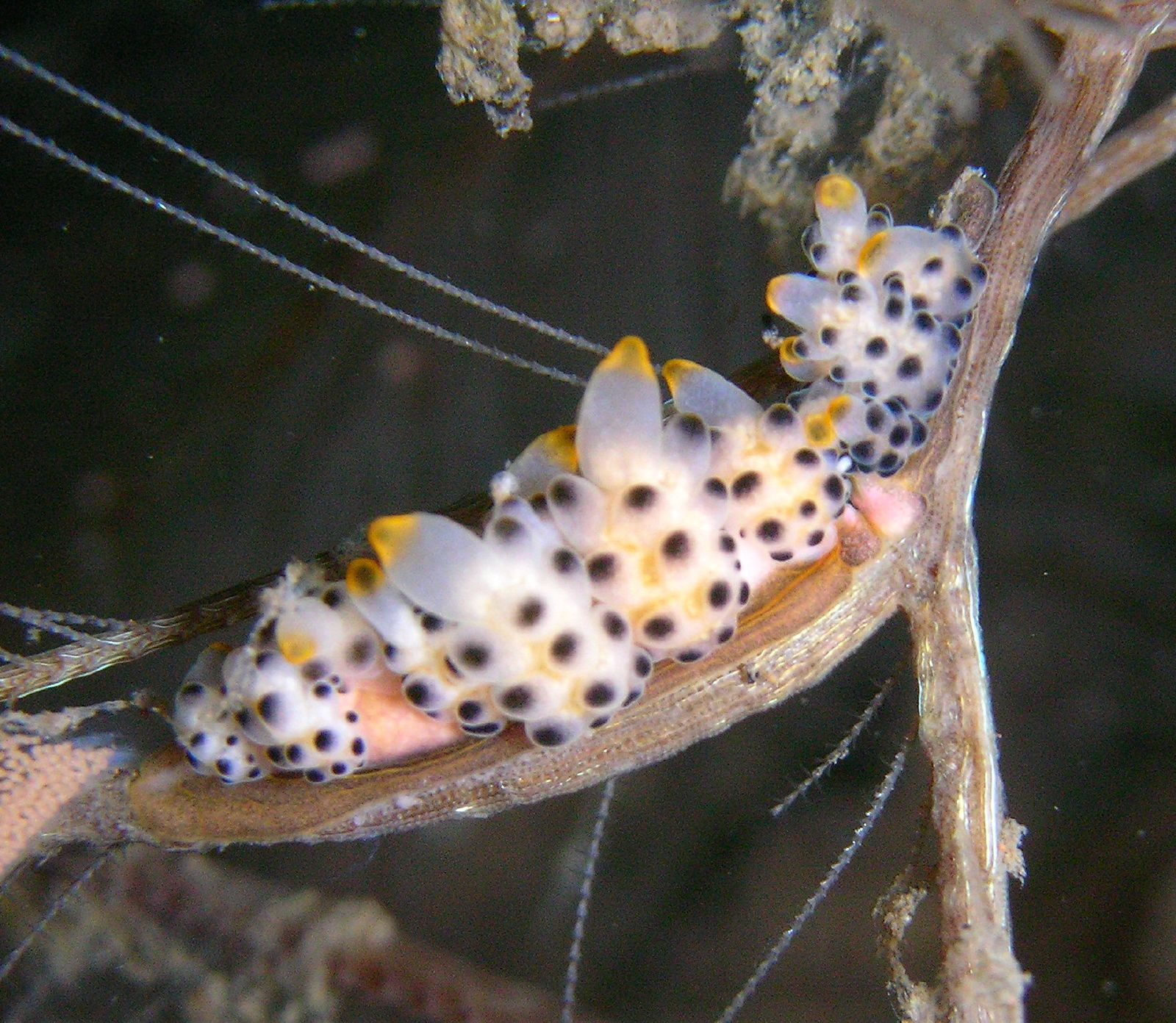
Doto bella
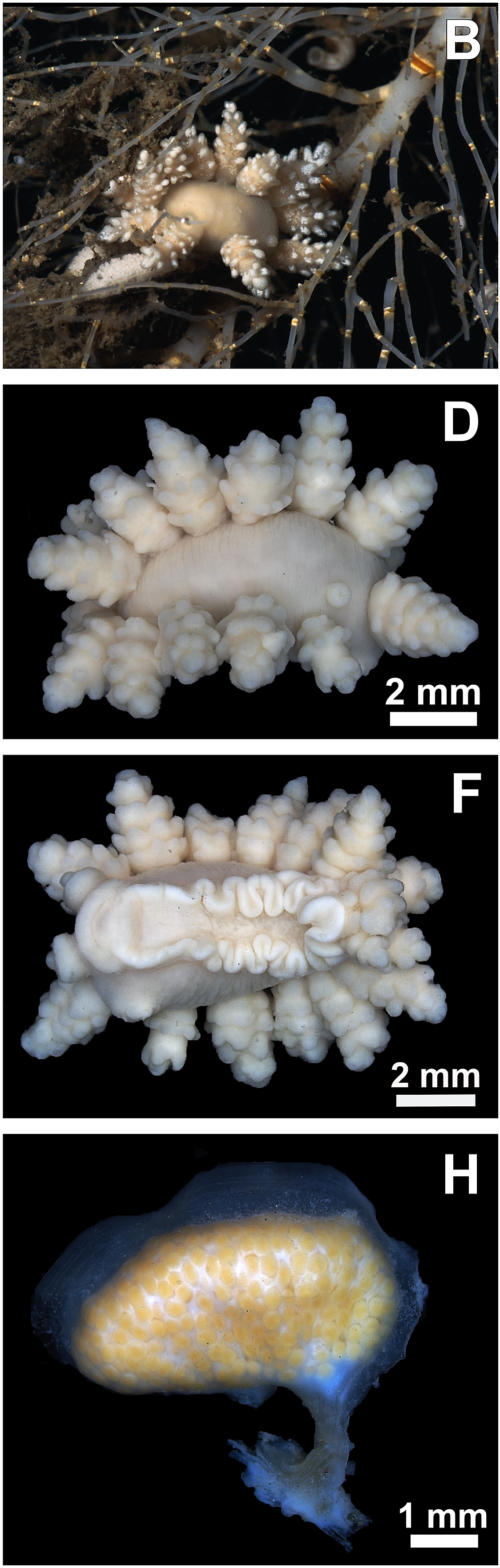
Doto carinova
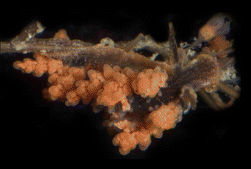
Doto chica
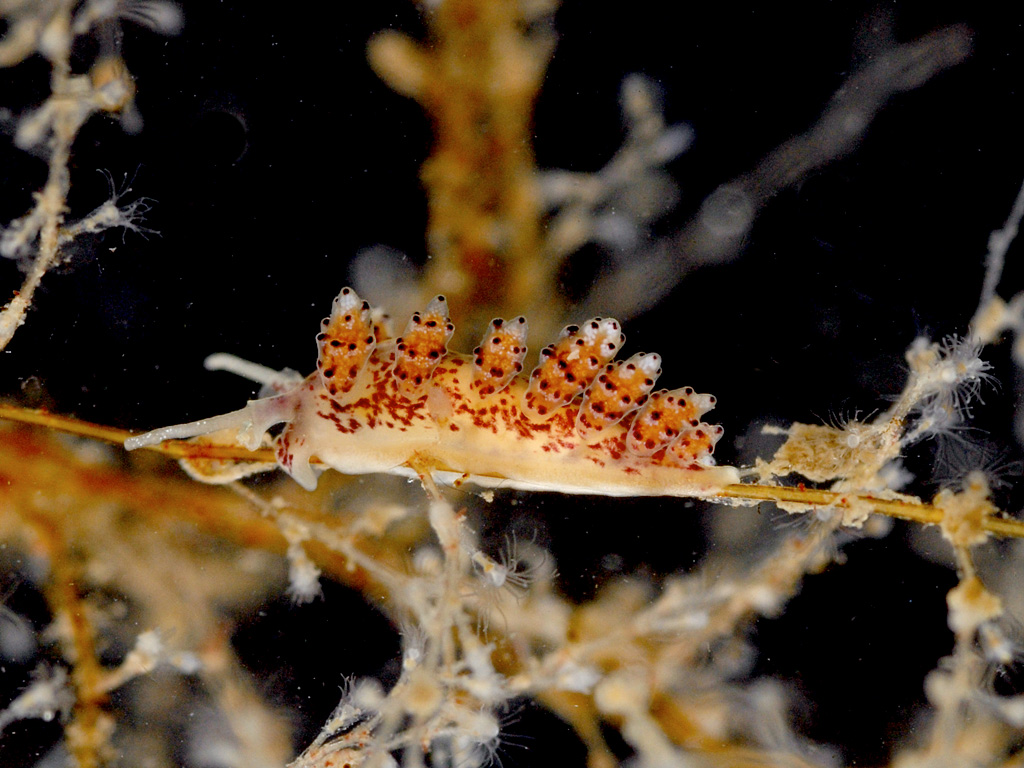
Doto coronata
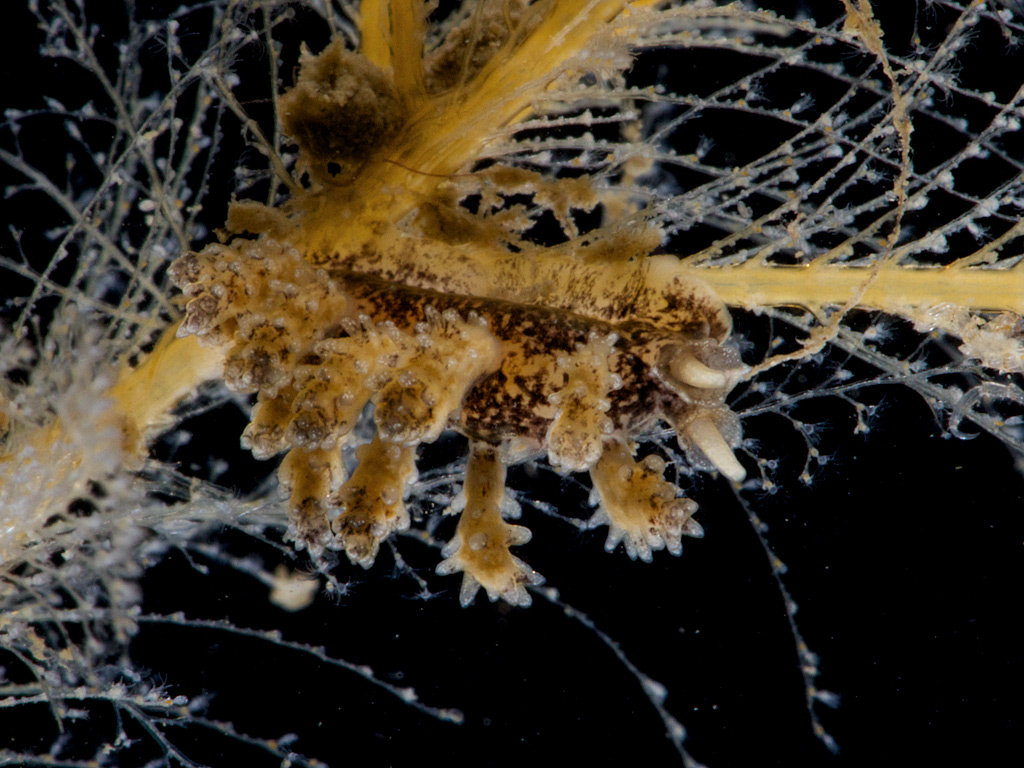
Doto cuspidata
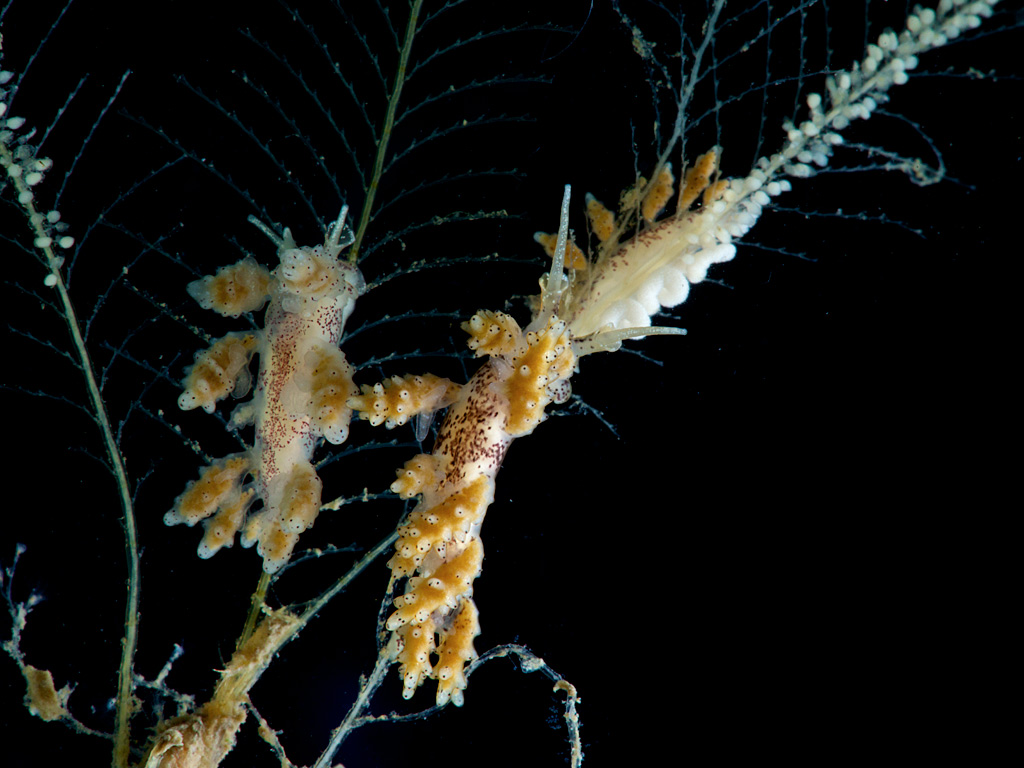
Doto dunnei
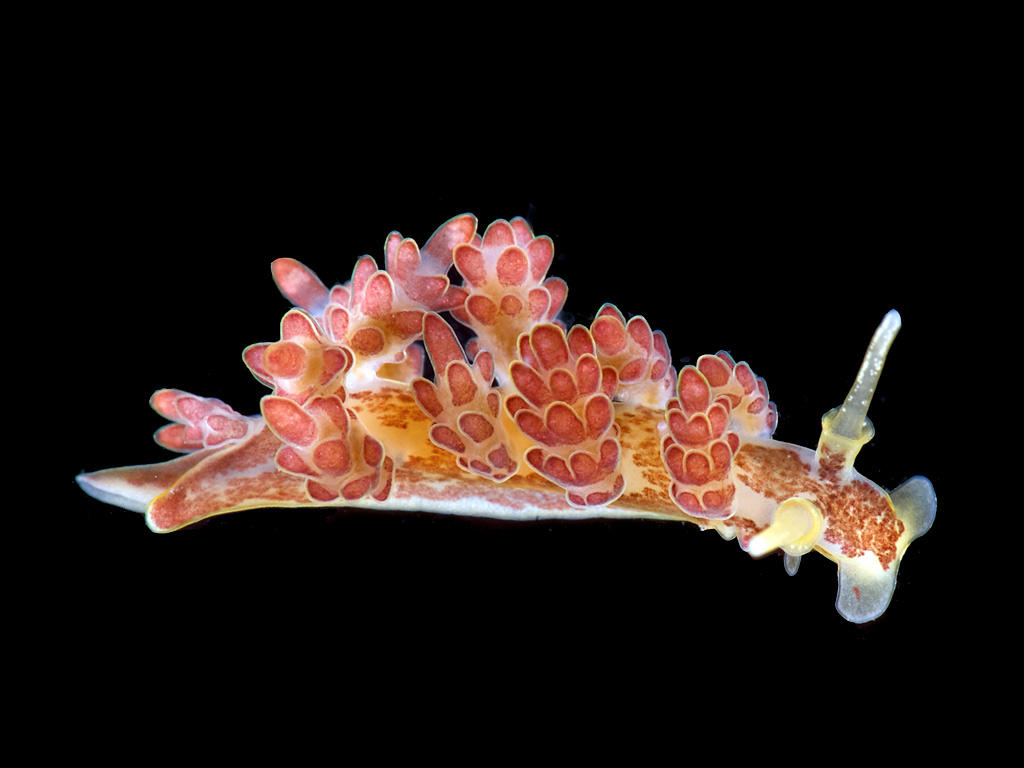
Doto floridicola
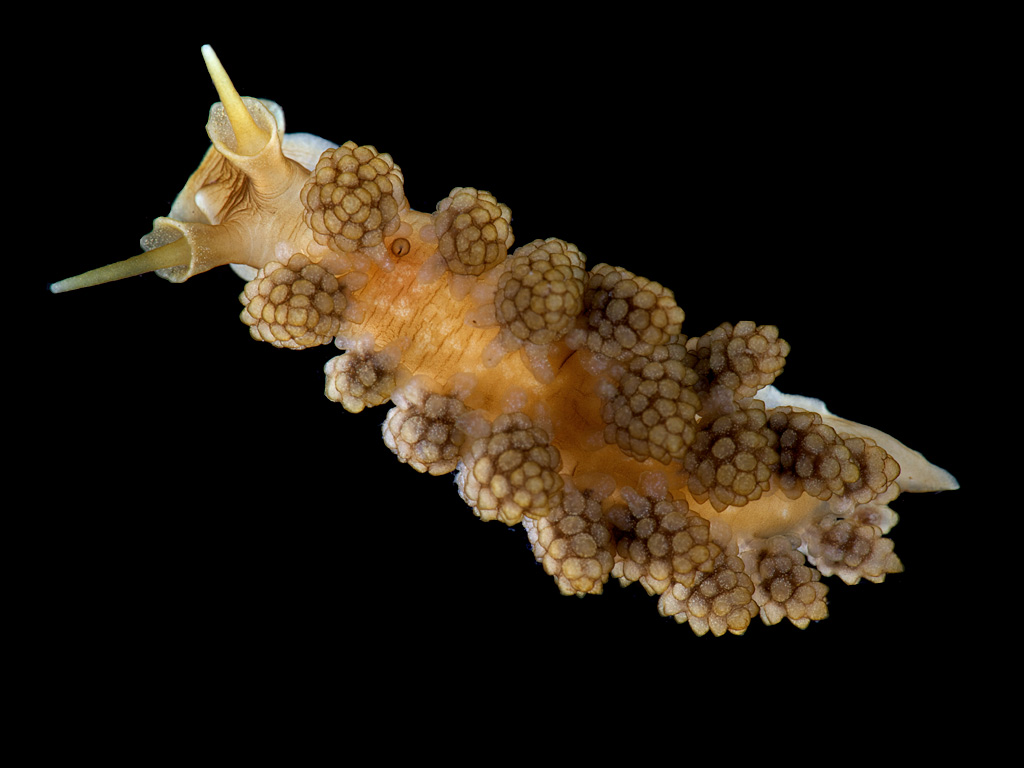
Doto fragilis
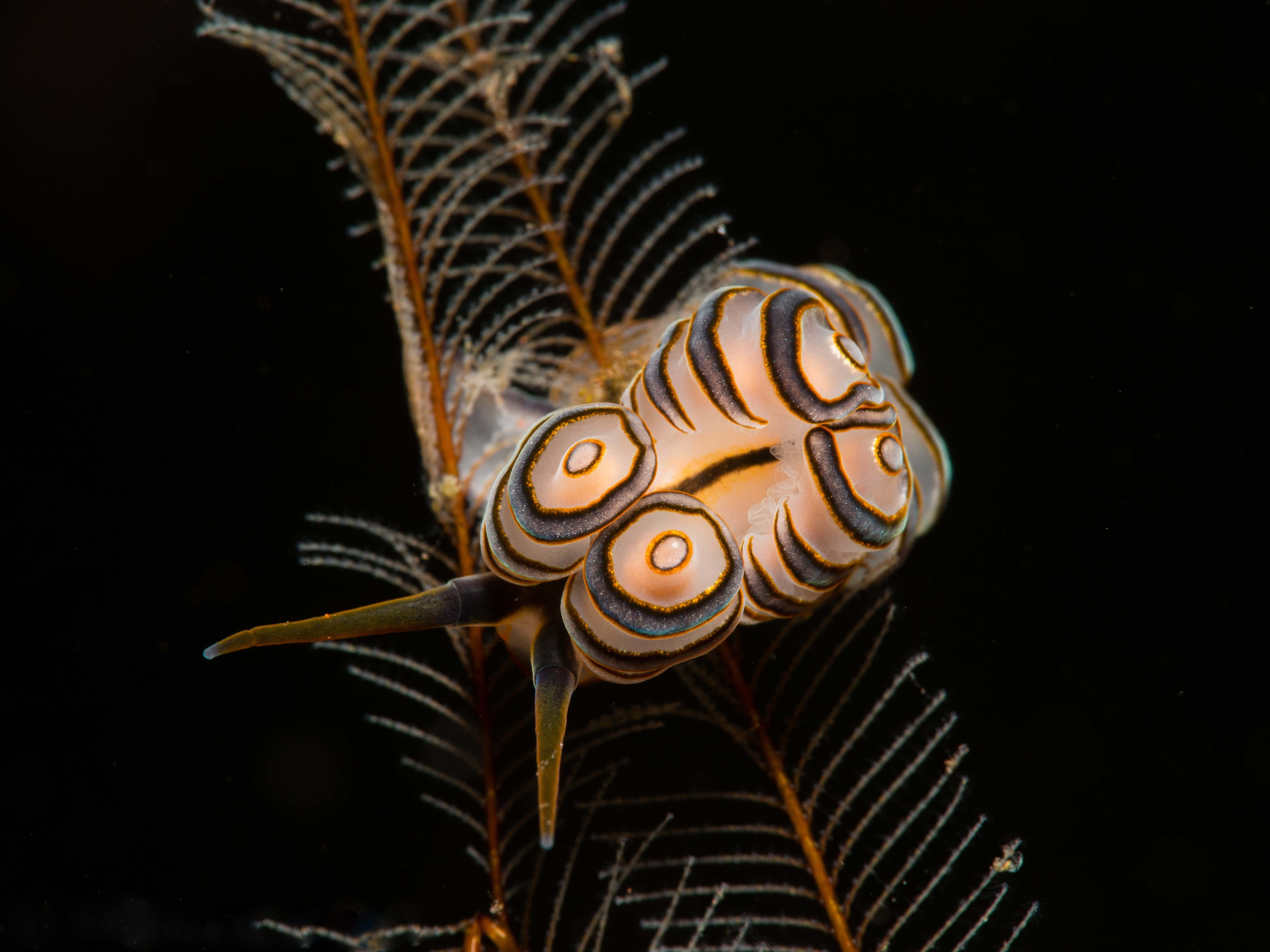
Doto greenamyeri
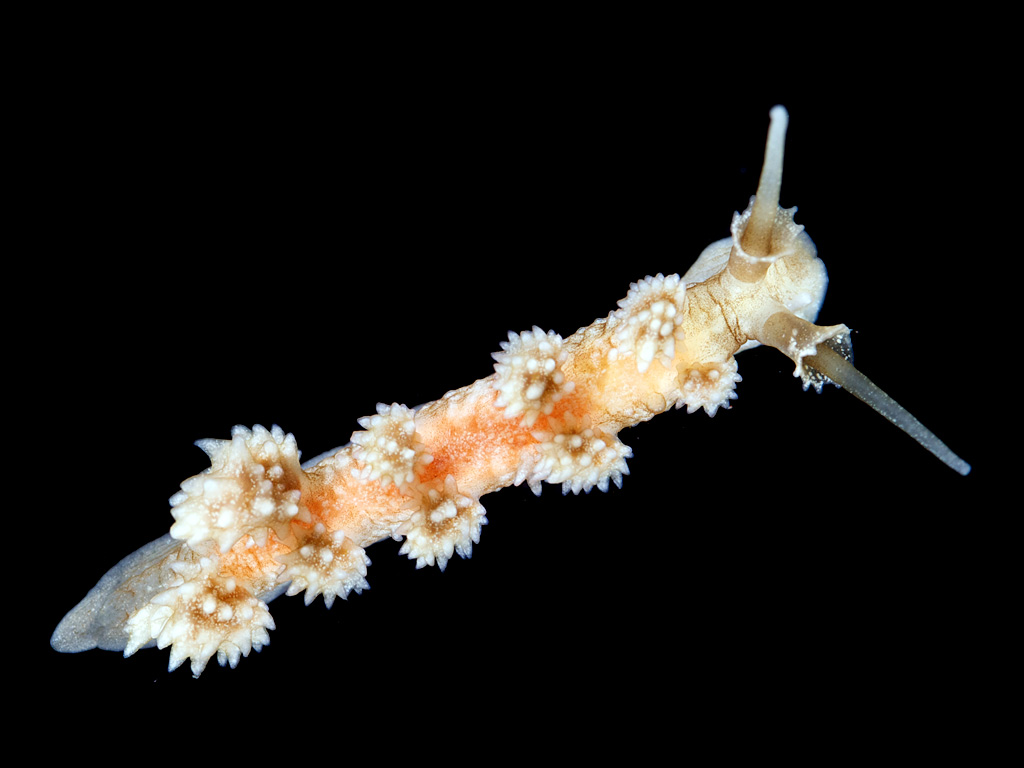
Doto hystrix
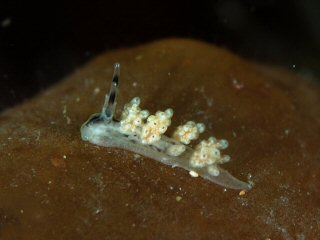
Doto japonica
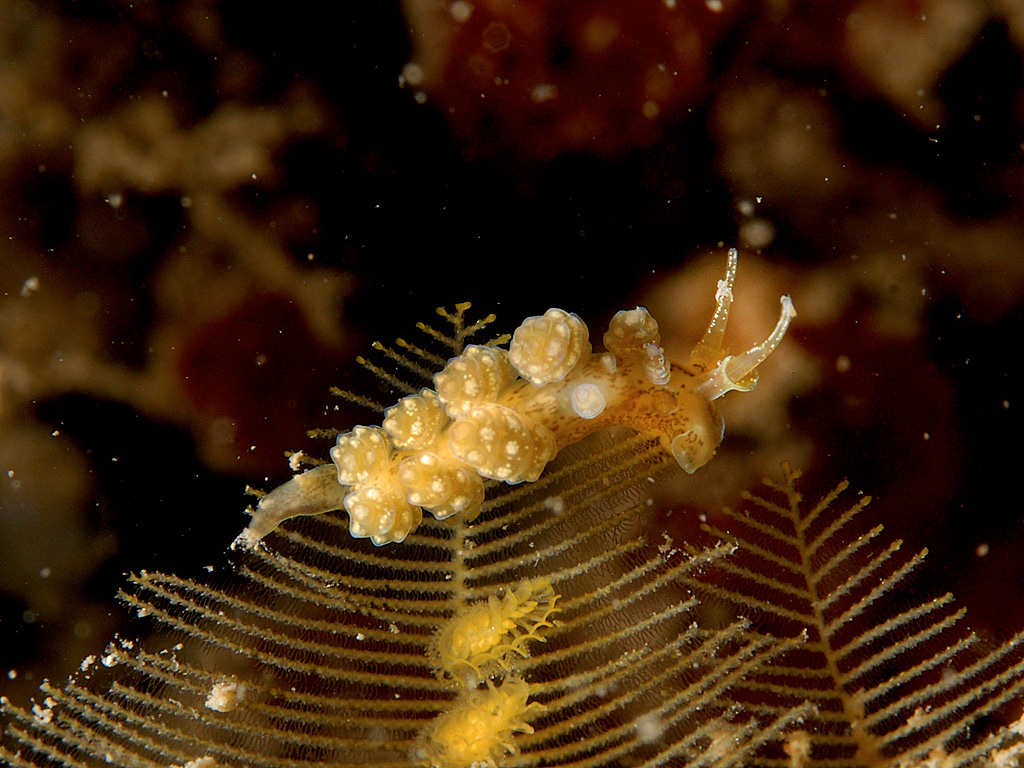
Doto lemchei
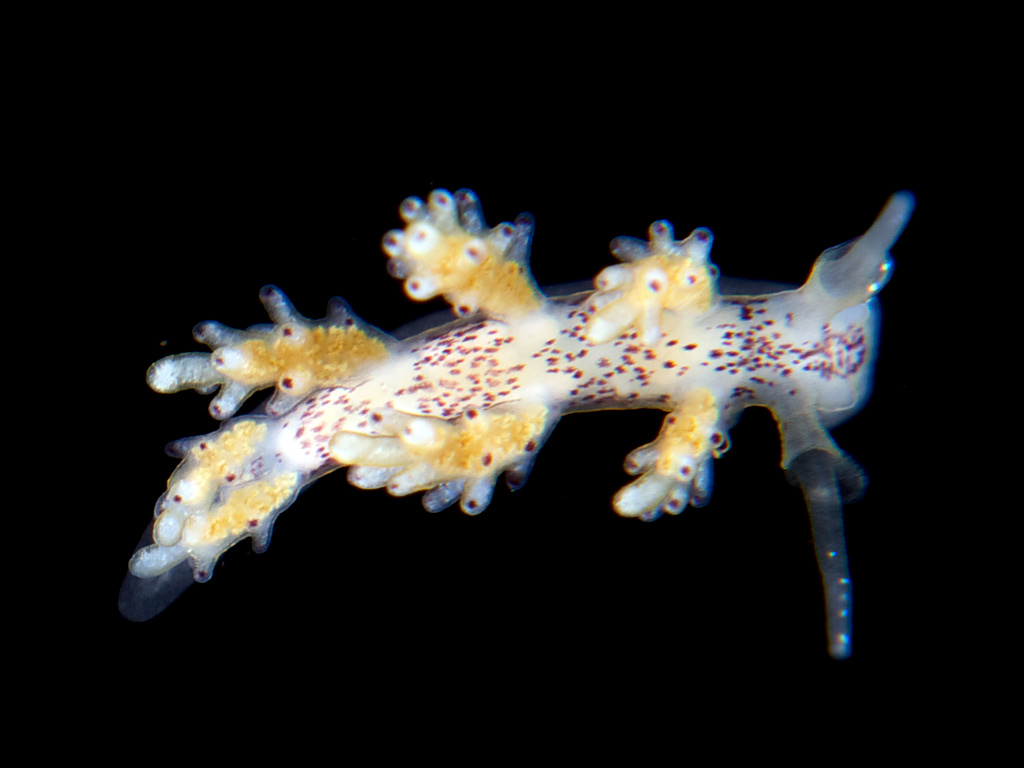
Doto maculata
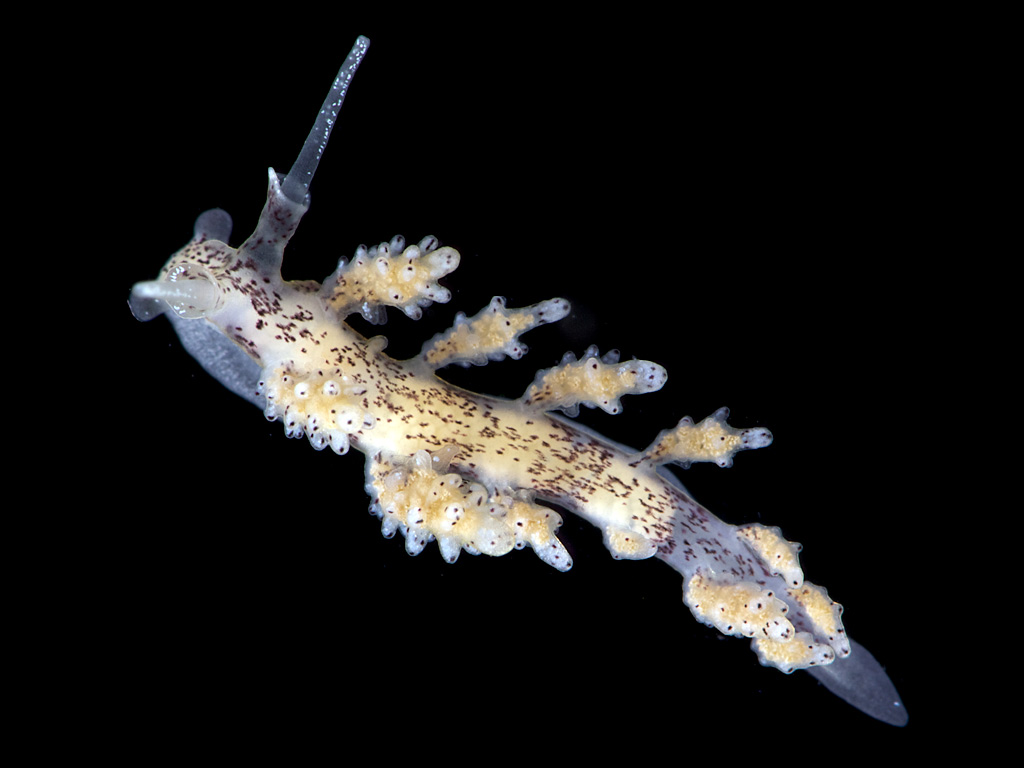
Doto millbayana
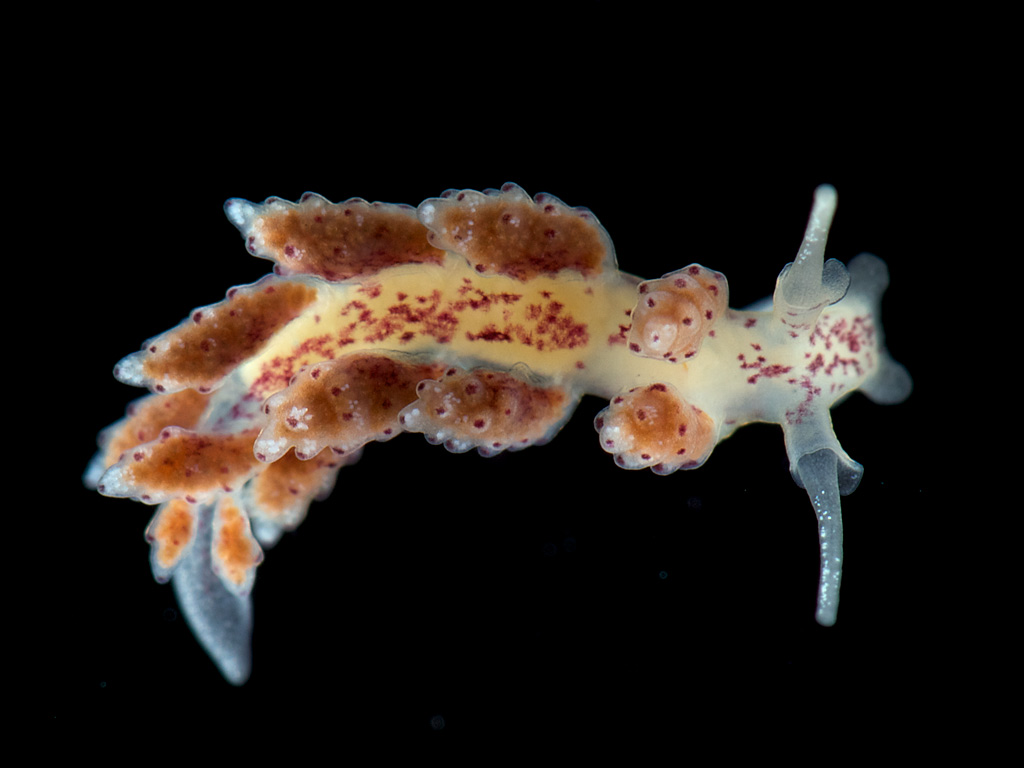
Doto onusta
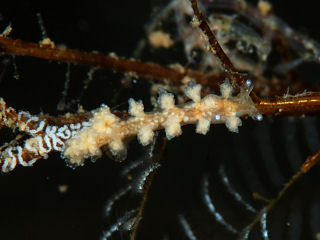
Doto pita
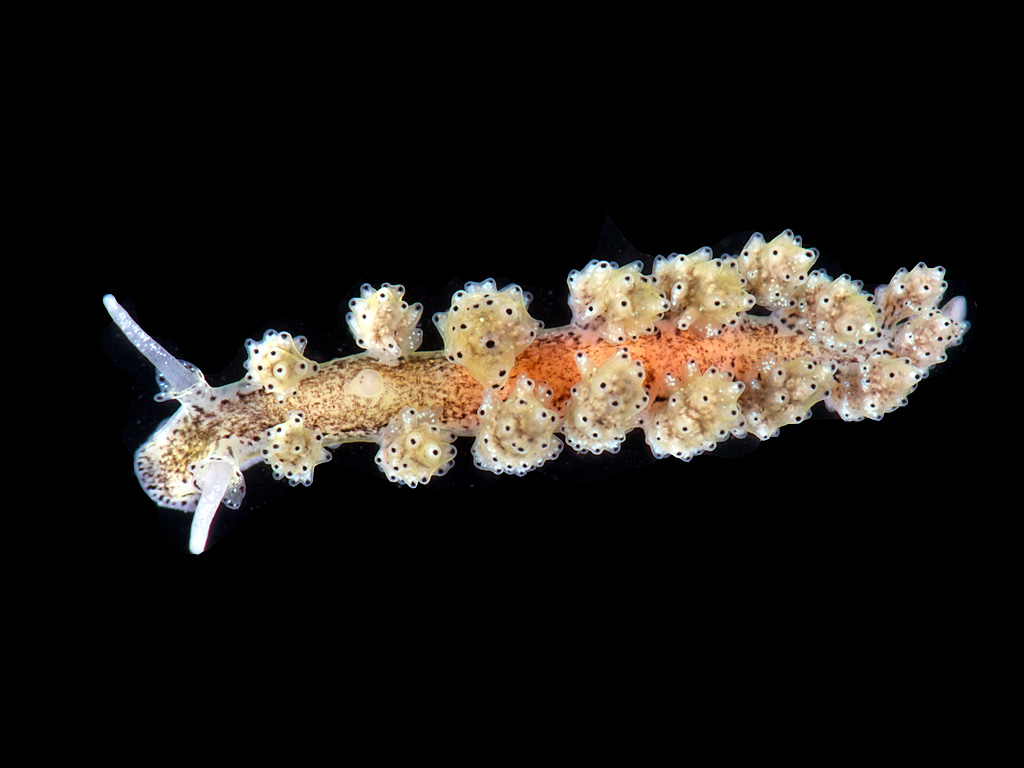
Doto pinnatifida
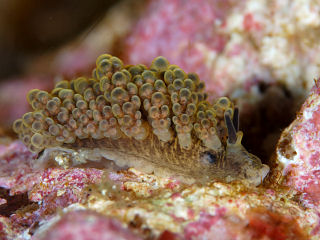
Doto racemosa
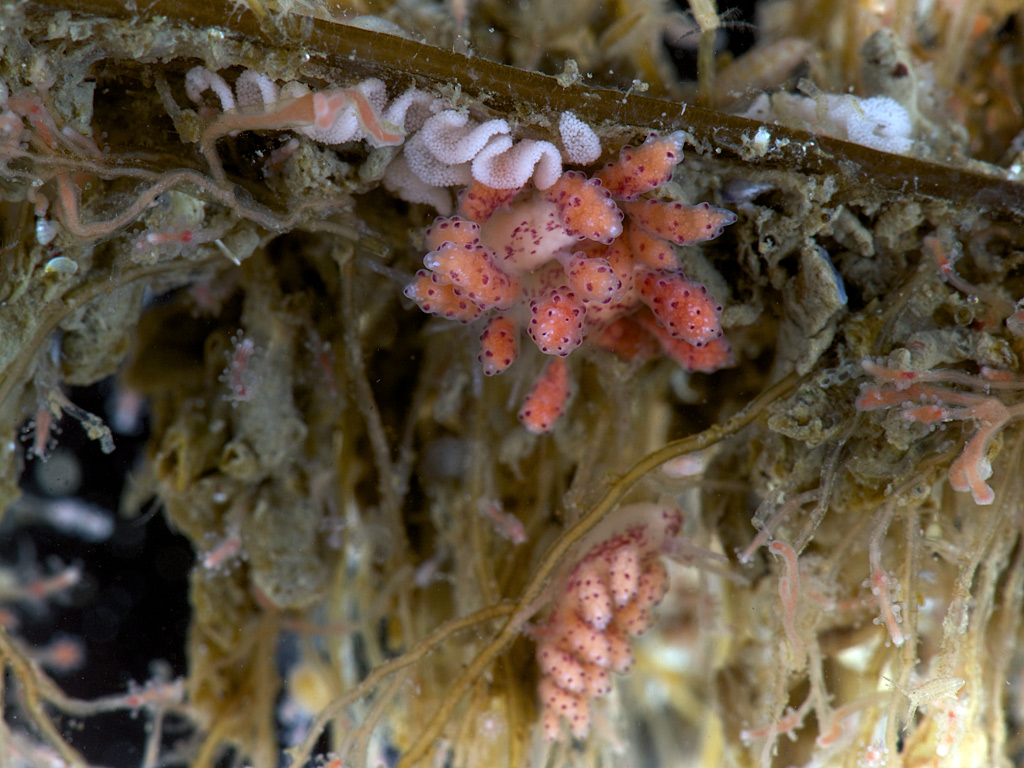
Doto sarsiae
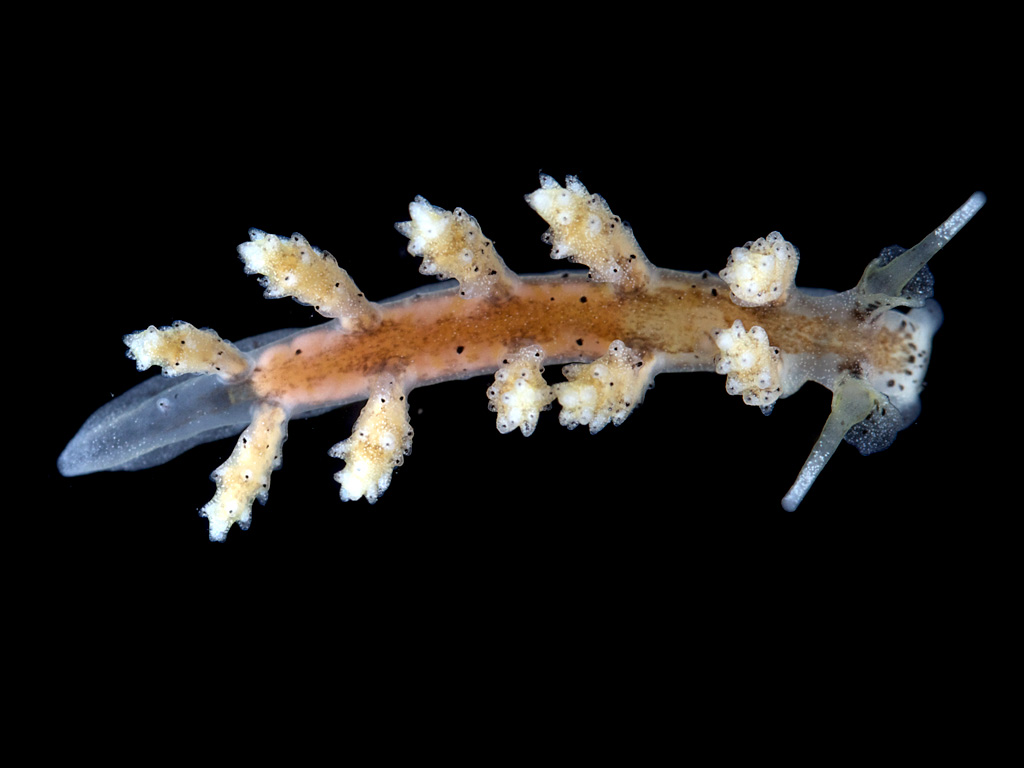
Doto tuberculata
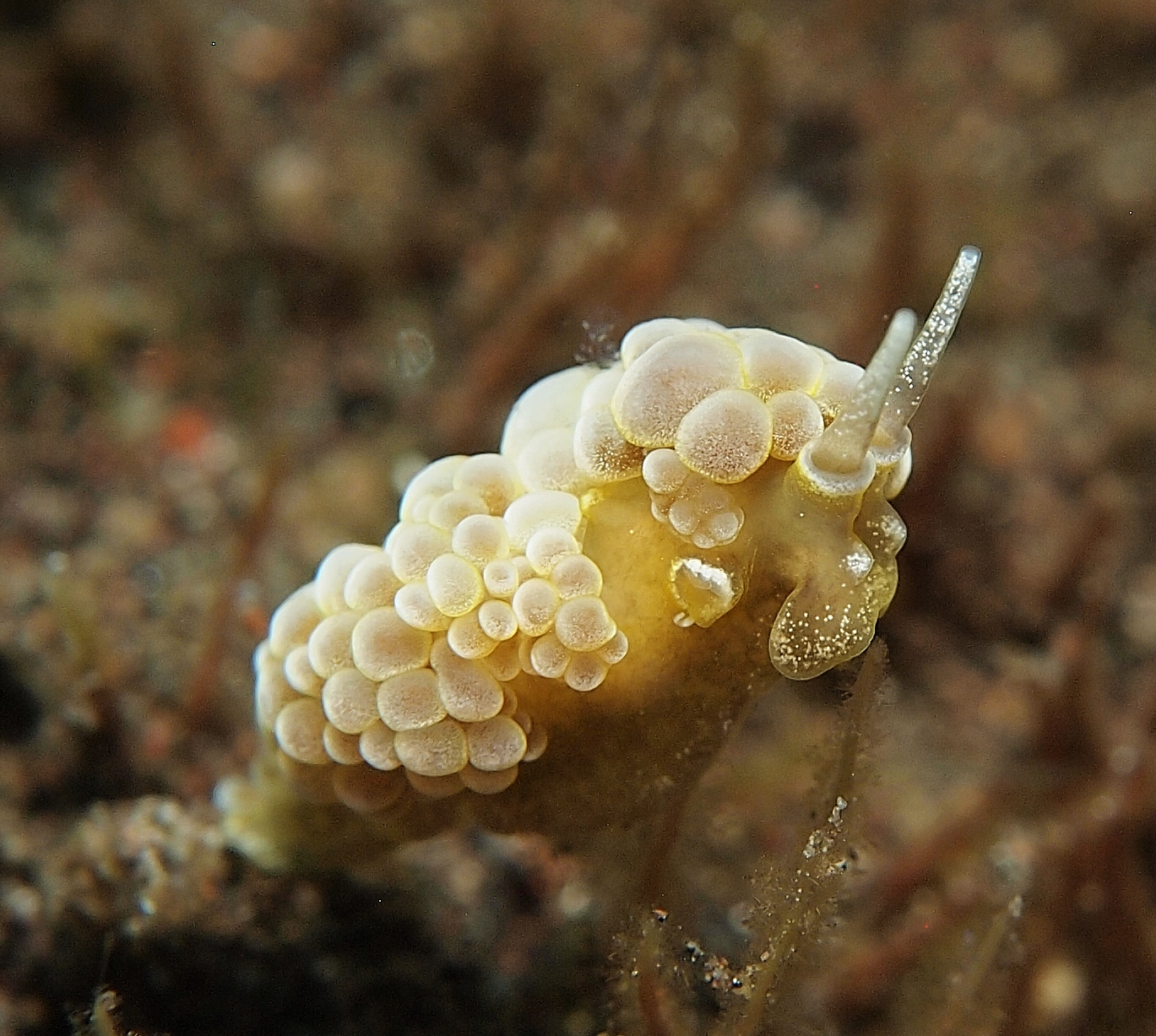
Doto ussi
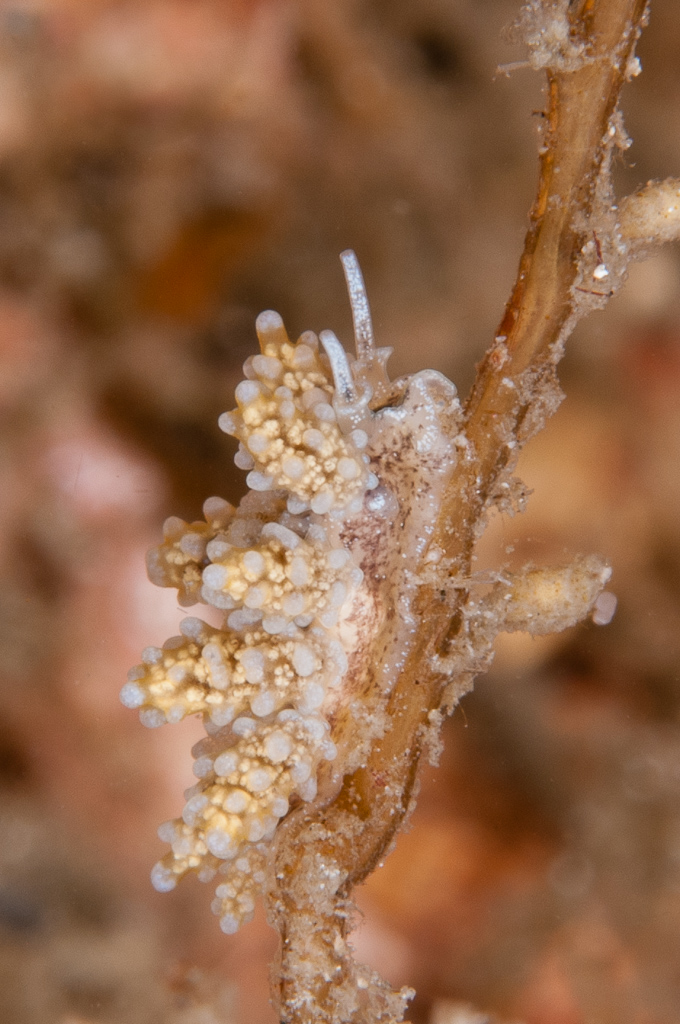
Doto varaderoensis

Especie cuyo nombre ha dejado de ser aceptado por sinonimia:
| - Doto armoricana Hesse, 1872 aceptada como Doto pinnatifida (Montagu, 1804) - Doto aurea Trinchese, 1881 aceptada como Doto rosea Trinchese, 1881 - Doto aurita Hesse, 1872 aceptada como Doto fragilis (Forbes, 1838) - Doto aurita Hesse, 1872 aceptada como Doto rosea Trinchese, 1881 - Doto cinerea Trinchese, 1881 aceptada como Doto rosea Trinchese, 1881 - Doto cornaliae Trinchese, 1881 aceptada como Doto cuspidata Alder & Hancock, 1862 - Doto costae Trinchese, 1881 aceptada como Doto coronata (Gmelin , 1791) - Doto doerga Ev. Marcus & Er. Marcus, 1963 aceptada como Doto pygmaea Bergh, 1871 - Doto forbesii Deshayes, 1853 aceptada como Doto coronata (Gmelin, 1791) - Doto ganda Er. Marcus, 1961 aceptada como Doto amyra Er. Marcus, 1961 - Doto nigra aceptada como Doto pinnatifida (Montagu, 1804) | - Doto ocellifera Simroth, 1895 aceptada como Costasiella ocellifera (Simroth, 1895) - Doto pinnigera Hesse, 1872 aceptada como Doto fragilis (Forbes, 1838) - Doto splendida Trinchese, 1881 aceptada como Doto coronata (Gmelin, 1791) - Doto splendida Pola & Gosliner, 2015 aceptada como Doto ussi Ortea, 1982 - Doto styligera Hesse, 1872 aceptada como Doto paulinae Trinchese, 1881 - Doto susanae Fez, 1962 aceptada como Doto floridicola Simroth, 1888 - Doto umia Ev. Marcus & Er. Marcus, 1969 aceptada como Doto chica Ev. Marcus & Er. Marcus, 1960 - Doto uncinata Hesse, 1872 aceptada como Hancockia uncinata (Hesse, 1872) - Doto varians MacFarland, 1966 aceptada como Doto kya Er. Marcus, 1961 - Doto wara Er. Marcus, 1961 aceptada como Doto amyra Er. Marcus, 1961 |

## Morfología
El género se caracteriza por tener el cuerpo limaciforme y altamente arqueado; el tallo es corto y embotado; el pie es estrecho y lineal, redondeado anteriormente, puntiagudo posteriormente; velo frontal redondeado en lugar de tentáculos orales; los rinóforos son lisos y claramente cónicos; las cerata no tienen cnidosaco, son bulbosas, tuberculosas,  más bien en forma de garrote, dispuestas en hileras laterales del dorso; la rádula es uniseriada, contiene numerosos, a veces asimétricos, dientes con pocos dentículos; el pene es desarmado.

## Reproducción
Son ovíparos y hermafroditas simultáneos, que cuentan con órganos genitales femeninos y masculinos. No obstante, no pueden autofertilizarse, por lo que necesitan copular con otro individuo para ello. 
Tienen un periodo embrionario de 8 a 10 días, los huevos eclosionan larvas planctónicas velígeras que, tras un periodo de unos 16 días, se asientan y metamorfosean a la forma adulta.

## Alimentación
Son predadores carnívoros, alimentándose principalmente de briozoos, como Scrupocellaria californica, hidroides, crustáceos, prosobranquios o ascidias.

## Hábitat y distribución
Estas pequeñas babosas marinas se distribuyen por los océanos Atlántico, Índico y Pacífico, e incluso en la Antártida. Desde las costas de Canadá hasta Chile, norte de Europa, Mediterráneo, y también en el Indo-Pacífico tropical.
Habitan aguas templadas y tropicales, en un rango de profundidad entre 0 y 254 m, y en un rango de temperatura entre -1.29 y 28.14 °C.